# Dua Ahd

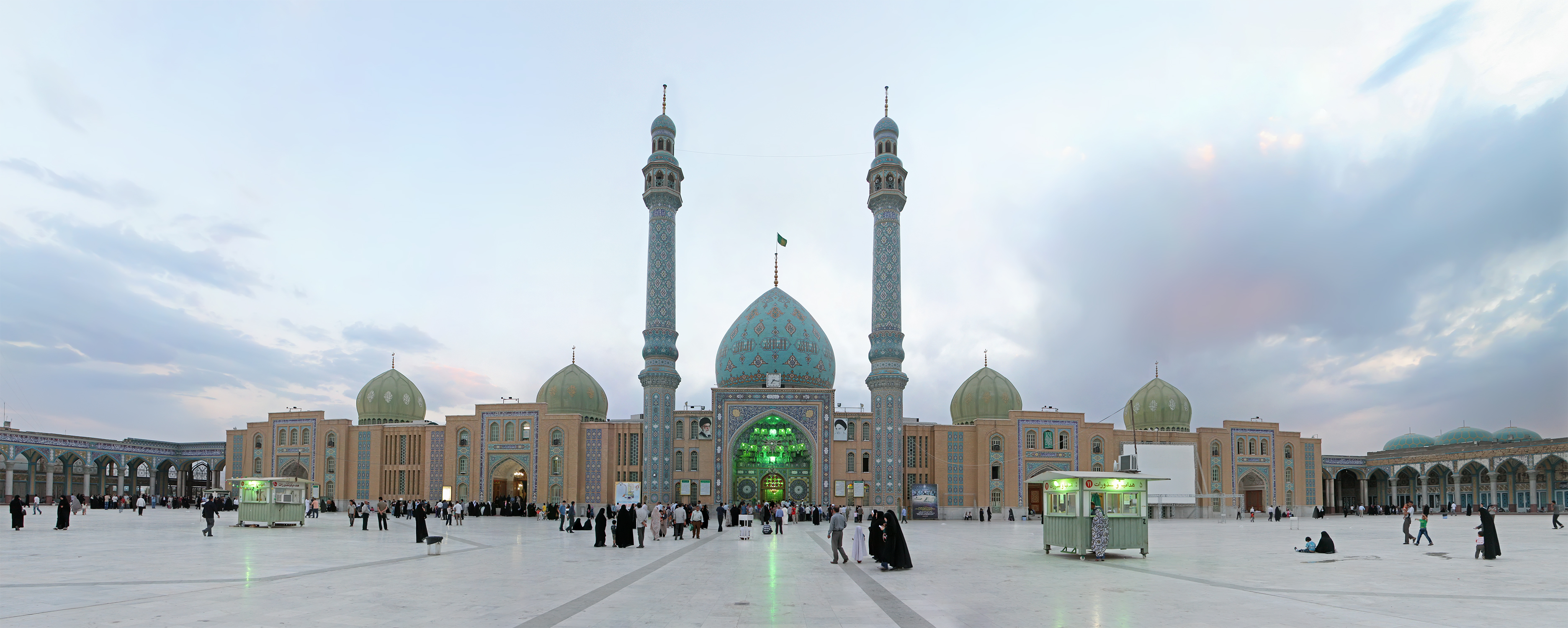
Jamkaranmoskén i Qom, Iran.

Dua Ahd (arabiska: دعاء العهد) är en åkallan som shiamuslimer (imamiter) reciterar för att uttrycka sin allians till den tolfte shiaimamen al-Mahdi. I hadither har det sagts att den som reciterar Dua Ahd i 40 dagar på morgonen kommer att bli en av imam Mahdis hjälpare, och om den dör kommer Gud att föra ut den ur dennes grav, och Gud kommer att ge den tusen goda gärningar och radera tusen onda gärningar för varje ord (som den reciterat av åkallan).